# Evezés a 2020. évi nyári olimpiai játékokon
A 2020. évi nyári olimpiai játékokon a evezésben tizennégy versenyszámot rendeztek meg. A versenyszámokat július 23. és 30. között rendezték.

## Összesített éremtáblázat
(A táblázatokban a rendező nemzet sportolói eltérő háttérszínnel, az egyes számoszlopok legmagasabb értéke vagy értékei vastagítással kiemelve.)
| A 2020. évi nyári olimpiai játékok éremtáblázata evezésben | A 2020. évi nyári olimpiai játékok éremtáblázata evezésben | A 2020. évi nyári olimpiai játékok éremtáblázata evezésben | A 2020. évi nyári olimpiai játékok éremtáblázata evezésben | A 2020. évi nyári olimpiai játékok éremtáblázata evezésben | Olimpia  |
| ---------------------------------------------------------- | ---------------------------------------------------------- | ---------------------------------------------------------- | ---------------------------------------------------------- | ---------------------------------------------------------- | -------- |
|                                                            | Ország                                                     | Arany                                                      | Ezüst                                                      | Bronz                                                      | Összesen |
| 1.                                                         | Új-Zéland (NZL)                                            | 3                                                          | 2                                                          | 0                                                          | 5        |
| 2.                                                         | Ausztrália (AUS)                                           | 2                                                          | 0                                                          | 2                                                          | 4        |
| 3.                                                         | Hollandia (NED)                                            | 1                                                          | 2                                                          | 2                                                          | 5        |
| 4.                                                         | Románia (ROU)                                              | 1                                                          | 2                                                          | 0                                                          | 3        |
| 5.                                                         | Franciaország (FRA)                                        | 1                                                          | 1                                                          | 0                                                          | 2        |
| 6.                                                         | Kína (CHN)                                                 | 1                                                          | 0                                                          | 2                                                          | 3        |
| 6.                                                         | Olaszország (ITA)                                          | 1                                                          | 0                                                          | 2                                                          | 3        |
| 8.                                                         | Horvátország (CRO)                                         | 1                                                          | 0                                                          | 1                                                          | 2        |
| 8.                                                         | Írország (IRL)                                             | 1                                                          | 0                                                          | 1                                                          | 2        |
| 8.                                                         | Kanada (CAN)                                               | 1                                                          | 0                                                          | 1                                                          | 2        |
| 11.                                                        | Görögország (GRE)                                          | 1                                                          | 0                                                          | 0                                                          | 1        |
|                                                            |                                                            |                                                            |                                                            |                                                            |          |
| 12.                                                        | Németország (GER)                                          | 0                                                          | 2                                                          | 0                                                          | 2        |
| 12.                                                        | Az Orosz Olimpiai Bizottság versenyzői (ROC)               | 0                                                          | 2                                                          | 0                                                          | 2        |
| 14.                                                        | Nagy-Britannia (GBR)                                       | 0                                                          | 1                                                          | 1                                                          | 2        |
| 15.                                                        | Lengyelország (POL)                                        | 0                                                          | 1                                                          | 0                                                          | 1        |
| 15.                                                        | Norvégia (NOR)                                             | 0                                                          | 1                                                          | 0                                                          | 1        |
|                                                            |                                                            |                                                            |                                                            |                                                            |          |
| 17.                                                        | Ausztria (AUT)                                             | 0                                                          | 0                                                          | 1                                                          | 1        |
| 17.                                                        | Dánia (DEN)                                                | 0                                                          | 0                                                          | 1                                                          | 1        |
|                                                            |                                                            |                                                            |                                                            |                                                            |          |
| Összesen                                                   | Összesen                                                   | 14                                                         | 14                                                         | 14                                                         | 42       |

## Férfi

### Éremtáblázat
| A 2020. évi nyári olimpiai játékok éremtáblázata férfi evezésben | A 2020. évi nyári olimpiai játékok éremtáblázata férfi evezésben | A 2020. évi nyári olimpiai játékok éremtáblázata férfi evezésben | A 2020. évi nyári olimpiai játékok éremtáblázata férfi evezésben | A 2020. évi nyári olimpiai játékok éremtáblázata férfi evezésben | Olimpia  |
| ---------------------------------------------------------------- | ---------------------------------------------------------------- | ---------------------------------------------------------------- | ---------------------------------------------------------------- | ---------------------------------------------------------------- | -------- |
|                                                                  | Ország                                                           | Arany                                                            | Ezüst                                                            | Bronz                                                            | Összesen |
| 1.                                                               | Hollandia (NED)                                                  | 1                                                                | 1                                                                | 0                                                                | 2        |
| 2.                                                               | Ausztrália (AUS)                                                 | 1                                                                | 0                                                                | 1                                                                | 2        |
| 2.                                                               | Horvátország (CRO)                                               | 1                                                                | 0                                                                | 1                                                                | 2        |
| 4.                                                               | Franciaország (FRA)                                              | 1                                                                | 0                                                                | 0                                                                | 1        |
| 4.                                                               | Görögország (GRE)                                                | 1                                                                | 0                                                                | 0                                                                | 1        |
| 4.                                                               | Írország (IRL)                                                   | 1                                                                | 0                                                                | 0                                                                | 1        |
| 4.                                                               | Új-Zéland (NZL)                                                  | 1                                                                | 0                                                                | 0                                                                | 1        |
|                                                                  |                                                                  |                                                                  |                                                                  |                                                                  |          |
| 8.                                                               | Németország (GER)                                                | 0                                                                | 2                                                                | 0                                                                | 2        |
| 8.                                                               | Románia (ROU)                                                    | 0                                                                | 2                                                                | 0                                                                | 2        |
| 10.                                                              | Nagy-Britannia (GBR)                                             | 0                                                                | 1                                                                | 1                                                                | 2        |
| 11.                                                              | Norvégia (NOR)                                                   | 0                                                                | 1                                                                | 0                                                                | 1        |
|                                                                  |                                                                  |                                                                  |                                                                  |                                                                  |          |
| 12.                                                              | Olaszország (ITA)                                                | 0                                                                | 0                                                                | 2                                                                | 2        |
| 13.                                                              | Dánia (DEN)                                                      | 0                                                                | 0                                                                | 1                                                                | 1        |
| 13.                                                              | Kína (CHN)                                                       | 0                                                                | 0                                                                | 1                                                                | 1        |
|                                                                  |                                                                  |                                                                  |                                                                  |                                                                  |          |
| Összesen                                                         | Összesen                                                         | 7                                                                | 7                                                                | 7                                                                | 21       |

### Érmesek
| A 2020. évi nyári olimpiai játékok érmesei férfi evezésben | |         | |         | |         |
| Versenyszám                                                | Arany | Arany   | Ezüst | Ezüst   | Bronz | Bronz   |
| Egypárevezős                                               | Sztéfanosz Dúszkosz · Görögország (GRE) | 6:40,45 | Kjetil Borch · Norvégia (NOR) | 6:41,66 | Damir Martin · Horvátország (CRO) | 6:42,58 |
| Kétpárevezős                                               | Franciaország (FRA) · Hugo Boucheron · Matthieu Androdias | 6:00,33 | Hollandia (NED) · Melvin Twellaar · Stef Broenink | 6:00,53 | Kína (CHN) · Liu Cse-jü (Liu Zhiyu) · Csang Liang (Zhang Liang) | 6:03,63 |
| Könnyűsúlyú kétpárevezős                                   | Írország (IRL) · Fintan McCarthy · Paul O'Donovan | 6:06,43 | Németország (GER) · Jonathan Rommelmann · Jason Osborne | 6:07,29 | Olaszország (ITA) · Stefano Oppo · Pietro Ruta | 6:14,30 |
| Kormányos nélküli kettes                                   | Horvátország (CRO) · Martin Sinković · Valent Sinković | 6:15,29 | Románia (ROU) · Marius Cozmiuc · Ciprian Tudosă | 6:16,58 | Dánia (DEN) · Frederic Vystavel · Joachim Sutton | 6:19,88 |
| Négypárevezős                                              | Hollandia (NED) · Dirk Uittenbogaard · Abe Wiersma · Tone Wieten · Koen Metsemakers                                                                                       | 5:32,03 | Nagy-Britannia (GBR) · Harry Leask · Angus Groom · Tom Barras · Jack Beaumont | 5:33,75 | Ausztrália (AUS) · Jack Cleary · Caleb Antill · Cameron Girdlestone · Luke Letcher | 5:33,97 |
| Kormányos nélküli négyes                                   | Ausztrália (AUS) · Alexander Purnell · Spencer Turrin · Jack Hargreaves · Alexander Hill                                                                                  | 5:42,76 | Románia (ROU) · Mihăiță Vasile Țigănescu · Mugurel Semciuc · Ștefan Constantin Berariu · Cosmin Pascari                                                                                       | 5:43,13 | Olaszország (ITA) · Matteo Castaldo · Marco Di Costanzo · Matteo Lodo · Giuseppe Vicino · Bruno Rosetti*                                                                              | 5:43,60 |
| Nyolcas                                                    | Új-Zéland (NZL) · Tom Mackintosh · Hamish Bond · Tom Murray · Michael Brake · Dan Williamson · Phillip Wilson · Shaun Kirkham · Matt Macdonald · Sam Bosworth (kormányos) | 5:24,64 | Németország (GER) · Johannes Weißenfeld · Laurits Follert · Olaf Roggensack · Torben Johannesen · Jakob Schneider · Malte Jakschik · Richard Schmidt · Hannes Ocik · Martin Sauer (kormányos) | 5:25,60 | Nagy-Britannia (GBR) · Josh Bugajski · Jacob Dawson · Thomas George · Mohamed Sbihi · Charles Elwes · Oliver Wynne-Griffith · James Rudkin · Thomas Ford · Henry Fieldman (kormányos) | 5:25,73 |

* - a versenyző a döntőben nem vett részt

## Női

### Éremtáblázat
| A 2020. évi nyári olimpiai játékok éremtáblázata női evezésben | A 2020. évi nyári olimpiai játékok éremtáblázata női evezésben | A 2020. évi nyári olimpiai játékok éremtáblázata női evezésben | A 2020. évi nyári olimpiai játékok éremtáblázata női evezésben | A 2020. évi nyári olimpiai játékok éremtáblázata női evezésben | Olimpia  |
| -------------------------------------------------------------- | -------------------------------------------------------------- | -------------------------------------------------------------- | -------------------------------------------------------------- | -------------------------------------------------------------- | -------- |
|                                                                | Ország                                                         | Arany                                                          | Ezüst                                                          | Bronz                                                          | Összesen |
| 1.                                                             | Új-Zéland (NZL)                                                | 2                                                              | 2                                                              | 0                                                              | 4        |
| 2.                                                             | Ausztrália (AUS)                                               | 1                                                              | 0                                                              | 1                                                              | 2        |
| 2.                                                             | Kanada (CAN)                                                   | 1                                                              | 0                                                              | 1                                                              | 2        |
| 2.                                                             | Kína (CHN)                                                     | 1                                                              | 0                                                              | 1                                                              | 2        |
| 5.                                                             | Olaszország (ITA)                                              | 1                                                              | 0                                                              | 0                                                              | 1        |
| 5.                                                             | Románia (ROU)                                                  | 1                                                              | 0                                                              | 0                                                              | 1        |
|                                                                |                                                                |                                                                |                                                                |                                                                |          |
| 7.                                                             | Az Orosz Olimpiai Bizottság versenyzői (ROC)                   | 0                                                              | 2                                                              | 0                                                              | 2        |
| 8.                                                             | Hollandia (NED)                                                | 0                                                              | 1                                                              | 2                                                              | 3        |
| 9.                                                             | Franciaország (FRA)                                            | 0                                                              | 1                                                              | 0                                                              | 1        |
| 9.                                                             | Lengyelország (POL)                                            | 0                                                              | 1                                                              | 0                                                              | 1        |
|                                                                |                                                                |                                                                |                                                                |                                                                |          |
| 11.                                                            | Ausztria (AUT)                                                 | 0                                                              | 0                                                              | 1                                                              | 1        |
| 11.                                                            | Írország (IRL)                                                 | 0                                                              | 0                                                              | 1                                                              | 1        |
|                                                                |                                                                |                                                                |                                                                |                                                                |          |
| Összesen                                                       | Összesen                                                       | 7                                                              | 7                                                              | 7                                                              | 21       |

### Érmesek
| A 2020. évi nyári olimpiai játékok érmesei női evezésben | |         | |         | |         |
| Versenyszám                                              | Arany | Arany   | Ezüst | Ezüst   | Bronz | Bronz   |
| Egypárevezős                                             | Emma Twigg · Új-Zéland (NZL) | 7:13,97 | Anna Prakatyeny · Az Orosz Olimpiai Bizottság versenyzői (ROC) | 7:17,39 | Magdalena Lobnig · Ausztria (AUT) | 7:19,72 |
| Kétpárevezős                                             | Románia (ROU) · Nicoleta-Ancuţa Bodnar · Simona Radis | 6:41,03 | Új-Zéland (NZL) · Brooke Donoghue · Hannah Osborne | 6:41,03 | Hollandia (NED) · Roos de Jong · Lisa Scheenaard | 6:45,73 |
| Könnyűsúlyú kétpárevezős                                 | Olaszország (ITA) · Valentina Rodini · Federica Cesarini | 6:47,54 | Franciaország (FRA) · Laura Tarantola · Claire Bové | 6:47,68 | Hollandia (NED) · Marieke Keijser · Ilse Paulis | 6:48,03 |
| Kormányos nélküli kettes                                 | Új-Zéland (NZL) · Grace Prendergast · Kerri Gowler | 6:50,19 | Az Orosz Olimpiai Bizottság versenyzői (ROC) · Vaszilisza Sztyepanova · Jelena Orjabinszkaja                                                                           | 6:51,45 | Kanada (CAN) · Caileigh Filmer · Hillary Janssens | 6:52,10 |
| Négypárevezős                                            | Kína (CHN) · Csen Jün-hszia (Chen Yunxia) · Csang Ling (Zhang Ling) · Lü Jang (Lü Yang) · Cuj Hsziao-tung (Cui Xiaotong)                                                                | 6:05,13 | Lengyelország (POL) · Agnieszka Kobus · Marta Wieliczko · Maria Sajdak · Katarzyna Zillmann                                                                            | 6:11,36 | Ausztrália (AUS) · Ria Thompson · Rowena Meredith · Harriet Hudson · Caitlin Cronin | 6:12,08 |
| Kormányos nélküli négyes                                 | Ausztrália (AUS) · Lucy Stephan · Rosemary Popa · Jessica Morrison · Annabelle McIntyre                                                                                                 | 6:15,37 | Hollandia (NED) · Ellen Hogerwerf · Karolien Florijn · Ymkje Clevering · Veronique Meester                                                                             | 6:15,71 | Írország (IRL) · Aifric Keogh · Eimear Lambe · Fiona Murtagh · Emily Hegarty | 6:20,46 |
| Nyolcas                                                  | Kanada (CAN) · Susanne Grainger · Kasia Gruchalla-Wesierski · Madison Mailey · Sydney Payne · Andrea Proske · Lisa Roman · Christine Roper · Avalon Wasteneys · Kristen Kit (kormányos) | 5:59,13 | Új-Zéland (NZL) · Ella Greenslade · Emma Dyke · Lucy Spoors · Kelsey Bevan · Grace Prendergast · Kerri Gowler · Beth Ross · Jackie Gowler · Caleb Shepherd (kormányos) | 6:00,04 | Kína (CHN) · Kuo Lin-lin (Guo Linlin) · Csü Zsuj (Ju Rui) · Li Csing-csing (Li Jingjing) · Miao Tien (Miao Tian) · Vang Ce-feng (Wang Zifeng) · Vang Jü-vej (Wang Yuwei) · Hszü Fej (Xu Fei) · Csang Min (Zhang Min) · Csang Tö-csang (Zhang Dechang) (kormányos) | 6:01,21 |